# Saligney
Saligney est une commune française située dans le département du Jura, dans la région culturelle et historique de Franche-Comté et la région administrative Bourgogne-Franche-Comté.

## Géographie

### Climat
Pour des articles plus généraux, voir Climat de la Bourgogne-Franche-Comté et Climat du département du Jura.
En 2010, le climat de la commune est de type climat des marges montargnardes, selon une étude du Centre national de la recherche scientifique s'appuyant sur une série de données couvrant la période 1971-2000. En 2020, Météo-France publie une typologie des climats de la France métropolitaine dans laquelle la commune est exposée à un climat semi-continental et est dans la région climatique  Jura, caractérisée par une forte pluviométrie en toutes saisons (1 000 à 1 500 mm/an), des hivers rigoureux et un ensoleillement médiocre. 
Pour la période 1971-2000, la température annuelle moyenne est de 10,4 °C, avec une amplitude thermique annuelle de 17,5 °C. Le cumul annuel moyen de précipitations est de 1 003 mm, avec 12,8 jours de précipitations en janvier et 8,8 jours en juillet. Pour la période 1991-2020, la température moyenne annuelle observée sur la station météorologique de Météo-France la plus proche, « Cugney », sur la commune de Cugney à 17 km à vol d'oiseau, est de 11,2 °C et le cumul annuel moyen de précipitations est de 958,2 mm. 
La température maximale relevée sur cette station est de 40 °C, atteinte le 31 juillet 2020 ; la température minimale est de −17 °C, atteinte le 20 décembre 2009,,. 
Les paramètres climatiques de la commune ont été estimés pour le milieu du siècle (2041-2070) selon différents scénarios d'émission de gaz à effet de serre à partir des nouvelles projections climatiques de référence DRIAS-2020. Ils sont consultables sur un site dédié publié par Météo-France en novembre 2022.

## Urbanisme

### Typologie
Au 1er janvier 2024, Saligney est catégorisée commune rurale à habitat dispersé, selon la nouvelle grille communale de densité à sept niveaux définie par l'Insee en 2022.
Elle est située hors unité urbaine. Par ailleurs la commune fait partie de l'aire d'attraction de Besançon, dont elle est une commune de la couronne,. Cette aire, qui regroupe 310 communes, est catégorisée dans les aires de 200 000 à moins de 700 000 habitants,.

### Occupation des sols
L'occupation des sols de la commune, telle qu'elle ressort de la base de données européenne d’occupation biophysique des sols Corine Land Cover (CLC), est marquée par l'importance des territoires agricoles (51,5 % en 2018), en augmentation par rapport à 1990 (50,2 %). La répartition détaillée en 2018 est la suivante : 
forêts (45,2 %), terres arables (31 %), prairies (20,2 %), zones urbanisées (3,3 %), zones agricoles hétérogènes (0,4 %). L'évolution de l’occupation des sols de la commune et de ses infrastructures peut être observée sur les différentes représentations cartographiques du territoire : la carte de Cassini (XVIIIe siècle), la carte d'état-major (1820-1866) et les cartes ou photos aériennes de l'IGN pour la période actuelle (1950 à aujourd'hui).

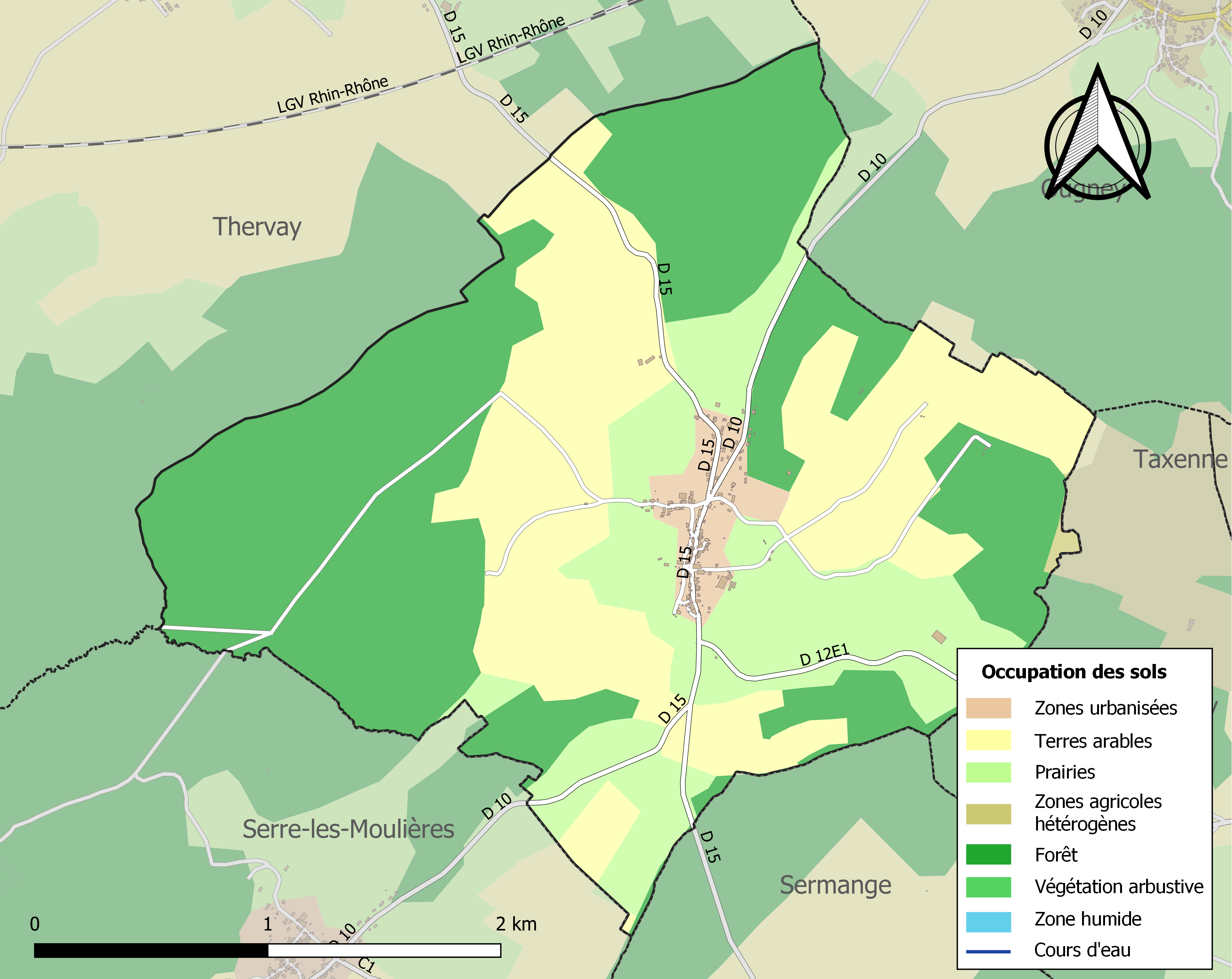
Carte des infrastructures et de l'occupation des sols de la commune en 2018 (CLC).

## Histoire
La tragédie de Saligney, le 27 juillet 1944 : À partir du 13 juin 1944, le maquis « Panthère » se forme progressivement à Saligney (Jura). Son objectif est de perturber les communications entre l’Allemagne et le Midi de la France occupé depuis novembre 1942 pour faire face à un éventuel débarquement allié. La majorité des Résistants sont des jeunes pleins d’enthousiasme mais non formés pour le combat. Leur camp installé sur le mont de Vassange  présente le grave inconvénient d’être situé dans un bois à 2 km de la localité,  dans un secteur quadrillé par des routes qui permettent à un ennemi motorisé d’effectuer un bouclage rapide de la zone.
L’existence du maquis comprenant une quarantaine de personnes, sans eau, ne peut rester secrète très longtemps pour les habitants de la région mais aussi de l’occupant qui effectue une surveillance particulière de la vallée du Doubs à partir des garnisons de Besançon et de Dole.
Le 24 juillet, le responsable de la résistance du secteur est arrêté par une patrouille allemande. Le 27 juillet au matin, la Wehrmacht encercle le camp : vingt-deux résistants sur une quarantaine sont tués ou massacrés par une meute de barbares parmi lesquels figurent des Cosaques. Certains corps sont affreusement mutilés au point d’être difficilement identifiables. Les malheureuses victimes sont inhumées dans un carré spécial du cimetière de Saligney.

## Politique et administration

### Administration municipale
| Période    | Période  | Identité      | Étiquette | Qualité  |
| ---------- | -------- | ------------- | --------- | -------- |
| avant 1981 | ?        | Henri Veuve   |           |          |
| mars 2001  | En cours | Gilbert Lavry | DVG       | Retraité |

### Intercommunalité
La commune fait partie de la communauté de communes Jura nord.

## Démographie
L'évolution du nombre d'habitants est connue à travers les recensements de la population effectués dans la commune depuis 1793. Pour les communes de moins de 10 000 habitants, une enquête de recensement portant sur toute la population est réalisée tous les cinq ans, les populations de référence des années intermédiaires étant quant à elles estimées par interpolation ou extrapolation. Pour la commune, le premier recensement exhaustif entrant dans le cadre du nouveau dispositif a été réalisé en 2006.

En 2022, la commune comptait 189 habitants, en évolution de +1,61 % par rapport à 2016 (Jura : −0,81 %, France hors Mayotte : +2,11 %).
| 1793 | 1800 | 1806 | 1821 | 1831 | 1836 | 1841 | 1846 | 1851 |
| ---- | ---- | ---- | ---- | ---- | ---- | ---- | ---- | ---- |
| 430  | 173  | 423  | 431  | 480  | 468  | 470  | 429  | 431  |

| 1856 | 1861 | 1866 | 1872 | 1876 | 1881 | 1886 | 1891 | 1896 |
| ---- | ---- | ---- | ---- | ---- | ---- | ---- | ---- | ---- |
| 337  | 320  | 343  | 267  | 283  | 281  | 264  | 258  | 195  |

| 1901 | 1906 | 1911 | 1921 | 1926 | 1931 | 1936 | 1946 | 1954 |
| ---- | ---- | ---- | ---- | ---- | ---- | ---- | ---- | ---- |
| 215  | 200  | 187  | 147  | 139  | 132  | 131  | 97   | 122  |

| 1962 | 1968 | 1975 | 1982 | 1990 | 1999 | 2006 | 2011 | 2016 |
| ---- | ---- | ---- | ---- | ---- | ---- | ---- | ---- | ---- |
| 116  | 108  | 90   | 138  | 162  | 153  | 165  | 175  | 186  |

| 2021 | 2022 | - | - | - | - | - | - | - |
| ---- | ---- | - | - | - | - | - | - | - |
| 191  | 189  | - | - | - | - | - | - | - |

### Personnalités nées à Saligney
- Hortense Fiquet (1850-1922), femme de Paul Cézanne

## Lieux et monuments
- Église Saint-Ferréol et Saint-Ferjeux
- Croix de cimetière (érigée en 1890)
- Parking Hortense Fiquet
- Carré militaire du Maquis de Saligney (22 maquisards du groupe Panthère) sis au cimetière
- Monument du Maquis de Saligney sis sur le mont de Vassange